# جیم ادواردز (بسکتبال)
جیم ادواردز (انگلیسی: James Edwards؛ زادهٔ ۲۲ نوامبر ۱۹۵۵) بازیکن بسکتبال اهل ایالات متحده آمریکا است. از باشگاه‌هایی که در آن بازی کرده‌است می‌توان به فینیکس سانز، لس آنجلس کلیپرز، پورتلند تریل بلیزرز، دیترویت پیستونز، ایندیانا پیسرز، شیکاگو بولز، لس آنجلس لیکرز، و کلیولند کاوالیرز اشاره کرد.